# Aleksandra Zubrzycka-Czarnecka
Aleksandra Grażyna Zubrzycka-Czarnecka – polska politolożka, doktor habilitowana nauk społecznych, adiunkt na Wydziale Nauk Politycznych i Studiów Międzynarodowych Uniwersytetu Warszawskiego. Specjalistka w zakresie polityki społecznej, w szczególności polityki mieszkaniowej. 

## Kariera naukowa
W dniu 20 października 2010 r. uzyskała na ówczesnym Wydziale Dziennikarstwa i Nauk Politycznych UW stopień doktora nauk humanistycznych w zakresie nauk o polityce na podstawie pracy Polityka mieszkaniowa we Francji na przełomie XX i XXI wieku, której promotorem był Mirosław Księżopolski. 22 stycznia 2020 r. na tym samym wydziale, noszącym już wówczas nazwę Wydziału Nauk Politycznych i Studiów Międzynarodowych UW, uzyskała stopień doktora habilitowanego nauk społecznych w dyscyplinie nauk o polityce i administracji na podstawie dorobku naukowego i pracy Aktorzy społeczni w procesie polityki mieszkaniowej. Perspektywa konstruktywistyczna. 
Należała do kadry naukowo-dydaktycznej Instytutu Polityki Społecznej UW, gdzie w latach 2013-2016 zasiadała w Instytutowej Komisji Rekrutacyjnej, zaś od 2016 do 2017 była wicedyrektorką instytutu ds. studenckich. Po reorganizacji wydziału z 2019 r., w ramach której instytutu zostały zastąpione przez katedry, znalazła się w zespole Katedry Metodologii Badań nad Polityką. 